# ルイス・ジマーマン
ルイス・ジマーマン（英: Lewis Zimmerman）は、『スタートレック:ヴォイジャー』に登場する架空の人物。『スタートレック:ディープ・スペース・ナイン』にも僅かだが登場した。緊急用医療ホログラムドクターEMHを開発した。日本語版の吹き替えはドクターと同じく中博史が担当した。
U.S.S.ヴォイジャーの緊急ホログラムドクターEMH-mark1は彼の外観・性格に似せて製作された。彼に相当する人物としてEMH-mark1の不良時の診断ホログラムプログラムとして登場する。EMH-mark1の当初の設計では緊急用の短時間の稼働を想定していたため、長時間の稼働を行うと記憶容量の問題からプログラムが崩壊してしまう。リセットすれば動作不良は解決され、医療を行うという第一任務を遂行できるが、これまで獲得した経験プログラムが失われ、人格を持ったvoyagerのドクターではなくなってしまう。EMH-mark1は診断プログラムのホログラムとマージされ長時間の稼働が可能な容量をもつホログラムマトリクスへと進化した。